# MCバトル
MCバトル（エムシーバトル）は、ヒップホップ文化が発祥のラップを用いてMC同士で行われる対決である。

## 概要
諸説あるが、1970年代後半にアメリカの東海岸のヒップホップシーンが起源とされており、DJバトルやダンスバトルと共に行われ広まっていったとされる。アメリカでは1980年代の、クール・モーディーとLLクールJのバトルなどが有名である。
MCバトルは、ビートを小節ごとに交互で回すのが主流であるが、ただ単にラップでお互いを攻撃し合うこともあり、これもMCバトルと定義される。1980年代初頭のアメリカにおけるヒップホップシーンでのMCは、他のMCのライブステージでバトルラップを用いて戦い、それを通じて名声を得ていた。なお、その場のステージや街角などで行われるものがMCバトル、MCそれぞれの音源の歌詞で繰り広げられる中傷合戦はビーフとされている。

## 各国のMCバトル

### 日本
日本では、クラブイベントの企画の一つに取り入れられたり、MCバトルメインのイベントが行われたりと全国各地で行われている。会場もクラブや、ライブハウスなど、イベントの規模により大小さまざまが会場が使用されている。主なMCバトルには、ULTIMATE MC BATTLEや戦極 MCBATTLE、King of Kings、高校生ラップ選手権などがある。
お笑い芸人によるMCバトルのイベントも開催され、戦極MCBATTLEが主催した「戦極MCBATTLE feat 芸人ラップ王座決定戦」ではとろサーモンの久保田和靖やレイザーラモンRG、中山功太などが参戦し、MCバトルを行っている。戦極MC BATTLEなどの運営に携わるMC正社員はMCバトルについて、「音楽であり口喧嘩であり、大喜利であり、ディスカッションであり、ドラマでもある。」と述べており、格闘技やスポーツのようなフィジカルの能力、勉強で必要なIQがなくても気軽に参加できる点が魅力であるとしている。2010年代にはBAZOOKA!!! 高校生RAP選手権やフリースタイルダンジョンなど、MCバトルを取り入れたテレビ番組も制作された。日本のMCバトルの大会においてはDJが流すビートに、MC同士が小節ごとに即興の歌詞を用いてフリースタイルのラップを行い、互いのスキルを競い合う。勝敗は即興性、内容、ディス、韻、フロウなどを総合して判定される。相手から言われたことに対してアンサーがきちんと返せているかも、バトルにおいて重視される。大体は8小節を2-3ターンずつ交互で行われるが、16小節で行われる場合もある。DJとMCの他にバトルを進める進行役も存在する。バトル終了後の勝敗の判定は、現場の観客の歓声の大きさで決まったり、審査員の多数決で決まったり、どちらも取り入れられたりと、そのイベントにより基準が異なる。
全国的にMCバトルが広まっていったのはB-BOY PARKがMCバトルを盛り込んだ2000年前後とされ、1999年から2001年にかけてのB BOY PARKのMCバトルでは、KICK THE CAN CREWのメンバーのKREVAが3年連続優勝を果たしている。2002年には、日本でもヒットしたアメリカ映画『8 Mile』でMCバトルがモチーフにされたこともあり、知られるきっかけとなる。イベントによってはバトルの模様を収録したDVDも制作され、映像化されている。出場するMCはメジャーレーベルからCDもリリースしてライブ活動も行うプロのラッパーから、音源制作をしていないラッパーまで様々である。参加目的も、自分のラッパーとしての実力を試したいという理由や名声を得るためなど、多種多様である。バトルの大会で名を残したMCやバトルでの活動に特化しているMCを、バトルMCと呼ぶ。

### 中国
2017年、中国でオンラインのMCバトル番組『The Rap of China』(iQIYI)が放送開始。半年で25億回の再生回数を達成するなどの影響をもたらし、中国全土がヒップホップに沸くなどブームをもたらした。

## 主なMCバトルのイベント
- B BOY PARK[注 1]
  - CRAZY-A主催。日本最古のMCバトルの大会。代々木公園にて開催される。
- ULTIMATE MC BATTLE
  - Libra Records主催。全国47都道府県＋リベンジ1枠で予選が行われ、決勝大会は主に東京で開催される。
- KING OF KINGS
  - 9sari Group主催。東日本、西日本で予選が行われ、数々のMCバトルの優勝者が集まり、決勝大会は東京で開催される。
- 戦極 MCBATTLE
  - MC正社員主催。全国各地で予選が行われ、決勝大会は主に東京で開催される。
- 高校生ラップ選手権
  - BAZOOKA!!!主催。高校生、もしくはそれに準じる年齢のMCのみ出場可能。全国数ヶ所でオーディションが行われる。
- 激闘！ラップ甲子園
  - SONY主催。高校生、もしくはそれに準じる年齢から小中学生までが参加する大会。全国数ヶ所でオーディションや大会が行われ、第5回からは賞金100万円。
- MC BATTLE THE 罵倒[注 2]
  - G.O主催。主に関東地方で予選が行われ、決勝大会は東京で開催される。ボディタッチありのルールが特徴。
- SPOTLIGHT
  - 韻踏合組合主催。ENTERという予選大会が3ヶ月毎に行われ、予選、決勝大会共に大阪で開催される。
- 凱旋MCBattle
  - 怨念JAP主催。春夏秋冬で開催される大会。2017年に東京の渋谷で初開催[8]。2021年2月23日にMCバトルとして初めてのアリーナでの開催を果たした。
- ENTA DA STAGE
  - サイプレス上野主催。横浜で開催される大会。
- 小倉 MC BATTLE
  - PEKOKHARED主催。年に数回予選が行われ、予選、決勝大会ともに小倉で開催される。通称KMB。
- SCHOOL OF RAP
  - ダースレイダー主催。主に東京と大阪で年に数回予選が行われ、決勝大会は東京で開催される。22歳以下のMCのみ出場可能。
- U-22 MCBATTLE
  - MC正社員主催。出場者を22歳以下に限定した大会。
- 口喧嘩祭
  - HIKIGANESOUND主催。バトルはトーナメント方式ではなくMCたちのネームタグを事前にBOXに投入し、一枚ずつネームタグを引き、その場で先行、後攻を含めた対戦カードが発表される形式で行われる。
- 真ADRENALINE(旧ADRENALINE)
  - Sound Luck（ACE&HIDE）主催。東京で開催される大会。
  - 当初は「ADRENALINE」という名称で開催されており、平成選抜、昭和選抜のチームに別れトーナメントが行われていたが、2019年度をもって大会終了。翌年より、「真・ADRENALINE」と改題して開催をした。
  - 生バンド(Da-Dee-MIX)によるビートが特徴。ほかの大会に比べCHEHONなどのレゲエDeejay、Rude-α[注 3]のようなバトルではなく楽曲を中心に活動しているラッパーなどの出場が多い。
- フリースタイルダンジョン
  - サイバーエージェントの藤田晋とラッパーのZeebraと放送作家の鈴木おさむやフリーのテレビディレクター岡田純一とともに番組の草案を作り上げてテレビ朝日にて放送される。従来のバトルとは異なりトーナメント制では無くチャレンジャーがモンスター勝つ毎に賞金が出るラウンド制となっている。2022年に限定で「フリースタイルモンスター」としてAbemaTVで復活した。
- MRJ
  - MC派遣社員と日本語ラップCOMのMeo主催。MRJはミスター日本語ラップの略で、毎年東京都内を中心に開催されているMCバトルイベント。
- ADDVANCE
  - ズキ子主催。毎回ライブが豪華な特徴があるMCバトルイベント。
- BATTLE SUMMIT
  - 2022年より6つの団体(KING OF KINGS・SPOTLIGHT・戦極MCBATTLE・凱旋MC Battle・真ADRENALINE・レゲエDeeJayクラッシュイベントCOMBAT)共同開催のMCイベント、各イベントが選抜したMCによるトーナメント戦が行われ賞金1,000万。
  - 2024年には、8つの団体(KING OF KINGS・SPOTLIGHT・戦極MCBATTLE・凱旋MCBATTLE・真ADRENALINE・Redbull Rokumaru・口喧嘩祭・破天MCBATTLE)の共同開催により、第2回となるBATTLE SUMMIT IIが行われた。賞金は2,000万円、D.OやJ-REXXX、Benjazzyなどをはじめとする豪華なMCが出場し、般若が優勝を飾った。
- フリースタイルリーグFSL
  - 2022年よりフリースタイルのプロリーグ化をコンセプトに掲げたプロジェクト。旧来のバトルイベントにはなかったマッチメイク型の試合形式を採用し、バトラーやフリースタイルシーン全体を新しいエンターテイメントとして昇華することを目指している。
- Red Bull 韻 DA HOUSE
  - レッドブル主催。スペイン語圏で開催されている「Red Bull Batalla」の日本版で、日本のMCバトルでは珍しい時間制のバトルである。2021年に第1回大会を開催[9][10]。
- NEO GENESIS
  - RunLine主催。2023年3月18日に行われた第一回大会からvol.7まで現在開催されている。比較的若いMCたちが活躍する。また、MRJのように毎週金曜日にclub bar FAMILYにて「NEO GENESIS FRIDAY」を開催している。

## 主なMCバトル出場者
世界
- Aczino
- エミネム

日本：著名人のみ掲載
- 呂布カルマ[注 4]
  - KING OF KINGSにて2度優勝を果たす。
- KREVA
  - B BOY PARKにて初の3連覇を果たす。
- R-指定
  - ULTIMATE MC BATTLEにて初の3連覇を果たす。
- 晋平太
  - ULTIMATE MC BATTLEにて初の2連覇を果たす。
- GADORO
  - KING OF KINGSにて初の2連覇を果たす。
- FORK
  - ULTIMATE MC BATTLEとKING OF KINGSにて初の2冠を果たす。
- ZORN（Zone The Darkness）
  - MC BATTLE THE 罵倒にて初の3連覇を果たす。
- TKda黒ぶち
  - 戦極 MCBATTLEにて初の2連覇を果たす。
- SAM
  - 戦極 MCBATTLEにて初の3連覇を果たす[注 5]。
- MU-TON
  - 戦極 MCBATTLEにて2連覇、初の4度優勝を果たす。
- 鎮座DOPENESS
  - ULTIMATE MC BATTLEとULTIMATE MC BATTLE THE CHOICE IS YOURSにて初の2冠を果たす。

五十音順
- ACE
- Authority
- CHICO CARLITO
- CHEHON
- COMA-CHI
- DARTHREIDER
- DOTAMA
- ERONE
- FORK
- GOMESS
- HIDADDY
- ID
- KEN THE 390
- KBD
- Kennydoes
- KOPERU
- KZ
- MEISO（外人21瞑想）
- MU-TON
- NAIKA MC
- Novel Core
- peko
- PONEY
- RUMI
- SIMON JAP
- T-Pablow
- 韻マン
- 漢 a.k.a. GAMI
- 黄猿
- サイプレス上野
- 崇勲
- 智大
- チプルソ
- 鎮座DOPENESS
- 般若
- ふぁんく
- 裂固
- 輪入道

## 主なMCバトルビート
- 韻踏合組合    「一網打尽」
- MC漢「紫煙」
- ICE BAHN「LOYALTY」
- TOKONA-X-「知らざあ言って聞かせやSHOW」[11]
- SOUL SCREAM「蜂と蝶」
- ZORN「Rep feat. MACCHO」

## MCバトルを取り扱った作品
- 8 Mile - 2002年公開の映画。エミネムが主演。
- TKO HIP HOP - 2005年公開の日本映画[12]。
- デトロイト・メタル・シティ
- ライミングマン[13]
- WALKING MAN - 2019年公開の日本映画[14]。
- 魔進戦隊キラメイジャー - スーパー戦隊シリーズの第44弾。第36話でMCバトルが題材となった[15]。
- パリピ孔明 - 2022年公開の四葉夕ト原作・小川亮作画による同名漫画を原作とするテレビアニメ。原作の漫画作品の時点で丁寧なMCバトルの描写がありアニメ版でも忠実に再現されている。
- ヒプノシスマイク